# Manuel de la Puente y Pellón
Manuel de la Puente y Pellón (1819-1886),  fue un político español que ostentó el cargo de alcalde de Sevilla.

## Biografía
Manuel de la Puente y Pellón llegó a ser alcalde de Sevilla en tres ocasiones; primero durante un corto espacio de tiempo durante el año 1872, luego en 1874, y posteriormente otro período que estuvo comprendido entre los años 1881 y 1882.
Perteneció a la Junta Revolucionaria de 1868, conocida como "la Gloriosa", que triunfó en Sevilla tras su inicio en Cádiz en septiembre de ese mismo año, y que estaba integrada en la capital hispalense además por personajes célebres como Federico Rubio, Federico de Castro o el marqués de la Motilla.

## Reconocimientos
El ayuntamiento de Sevilla acordó rotular una calle a su nombre, la popular y céntrica calle Puente y Pellón.